# Rudolf Nickenig
Rudolf Nickenig (* 18. Mai 1953 in Boppard) ist ein deutscher Ernährungswissenschaftler und ehemaliger Generalsekretär des Deutschen Weinbauverbandes.

## Leben
Als Sohn einer Winzerfamilie lernte Nickenig die Weinbaupraxis im elterlichen Betrieb an den steilen Hängen des Bopparder Hamms (Mittelrhein) kennen. Er studierte Ernährungswissenschaft und promovierte anschließend am Lehrstuhl für Lebensmittelwissenschaft der Universität Bonn über Polyphenole in Weißweinen.
Im März 1980 wurde er Referent beim Deutschen Weinbauverband. In diesem wurde er 1984 stellvertretender Generalsekretär, im Juni 1986 Generalsekretär. Diese Position bekleidete er bis zu seiner Verabschiedung im Jahr 2018. Seit dieser Zeit war er verantwortlich für die Organisation der Internationalen Technologiemesse für Wein, Obst und Fruchtsaft Intervitis Interfructa sowie für die Deutschen Weinbaukongresse. 1991 übernahm Nickenig zusätzlich die Geschäftsführung des Verbandes Deutscher Weinexporteure.
Nickenig war seit 1986 Mitglied des Beratenden Ausschusses für Wein bei der EU-Kommission in Brüssel und über zwei Jahrzehnte Vizepräsident der Fachgruppe Wein bei der europäischen Dachorganisation der landwirtschaftlichen Erzeuger COPA-COGECA, Brüssel. Er arbeitete in Gremien des Comité Vins (CEEV) sowie der Internationalen Vereinigung der Wein- und Spirituosenindustrie (FIVS) mit, außerdem bei der Versammlung der Europäischen Weinbauregionen (AREV) sowie in der Internationalen Organisation für Rebe und Wein (OIV). Nach wie vor ist er Mitglied im Wissenschaftlichen Beirat der Deutschen Weinakademie (DWA) und veröffentlicht auf der Webseite der DWA Artikel, Interviews und eine Kolumne "Aspekte der Weinkultur".
Von 1986 bis 2018 war Nickenig Chefredakteur der Fachzeitschrift „Der Deutsche Weinbau“ und veröffentlichte dort regelmäßig Editorials und Fachartikel. Anlässlich seiner Verabschiedung in den Ruhestand ehrte der Deutsche Bauernverband (DBV) Rudolf Nickenig mit der Verleihung der Andreas Hermes Medaille.
Am 18. September 2021 wurde Nickenig als Nachfolger von Gerhard Stumm zum Vorsitzenden des Wissenschaftlichen Beirats der Gesellschaft für Geschichte des Weines gewählt.

## Veröffentlichungen
- Deutsche Weinbaukongresse in der Ära Blankenhorn und Buhl 1875-1893 (= Schriften zur Weingeschichte. Band 173). Gesellschaft für die Geschichte des Weines, Wiesbaden 2011.
- 100 Jahre Deutscher Weinbauverband e.V. (= Schriften zur Weingeschichte. Band 181). Gesellschaft für die Geschichte des Weines, Wiesbaden 2013.
- Vom harten Hengst zum feurigen Riesling. Verlag Ess, 2015, ISBN 978-3-945676-06-6.
- Seit Jahr & Wein. Verlag Ess, 2017, ISBN 978-3-945676-32-5.
- Wein ist Kult. Trinkmuster im Wandel der Zeit. Münnerich-AsmusVerlag  Media. Oppenheim 2020. ISBN 978-3-96176-113-5.
- Weinbauvereine am Mittelrhein von der Aufklärung bis zum Reichsnährstand (= Schriften zur Weingeschichte. Band 203). Gesellschaft für die Geschichte des Weines, Wiesbaden 2021.
- Nickenig, Rudolf und Rühling, Werner: Fortschritte der Steillagentechnik (= Schriften zur Weingeschichte. Band 204). Gesellschaft für Geschichte des Weines, Wiesbaden 2022.
- Köln – eine merkwürdige Weinstadt. Marzellen Verlag. Köln. 2022. ISBN 978-3-937795-79-9.
- Wein- und Klimageschichte im Fokus von deutschen Weinfachtagungen, Monographien und Periodika. In:Wein und Klima. Hrsg. von der Gesellschaft für Geschichte des Weines e.V. Schriften zur Weingeschichte Bd. Nr. 207. Wiesbaden 2024. ISSN 03020967.